# روعيم راخوك
روعيم راخوك (بالعبرية: רואים רחוק‏) هو برنامج عسكري إسرائيلي مصمم لتدريب الشباب المصابين بالتوحد على المهن التي يقوم بها الجيش الإسرائيلي. يتم تعليم الشباب المؤهلين، الذين يرغبون في التطوع للخدمة في الجيش الإسرائيلي أو الاندماج في سوق العمل، أو ضمن المهن التي لديهم فيها ميزة نسبية بها.
تعلم أوائل خريجي البرنامج كيفية تحليل الصور الجوية وصور الأقمار الصناعية بالتعاون مع الوحدة 9900. في وقت لاحق توسع البرنامج وهو حاليًا يتدرب على مهن مثل ضمان جودة البرمجيات وفرز المعلومات والبصريات الكهربائية والإلكترونيات. يخدم الجنود في أكثر من 10 وحدات في مجتمع الاستخبارات الإسرائيلي والقوات الجوية الإسرائيلية وأكثر من ذلك. وفي عام 2016، كان البرنامج يضم ما يقرب من 50 شخصًا.
يتم تشغيل البرنامج بالتعاون مع ما وراء الأفق وكلية أونو الأكاديمية.

## روابط خارجية
- الموقع الرسمي باللغة العبرية